# Vespa Service

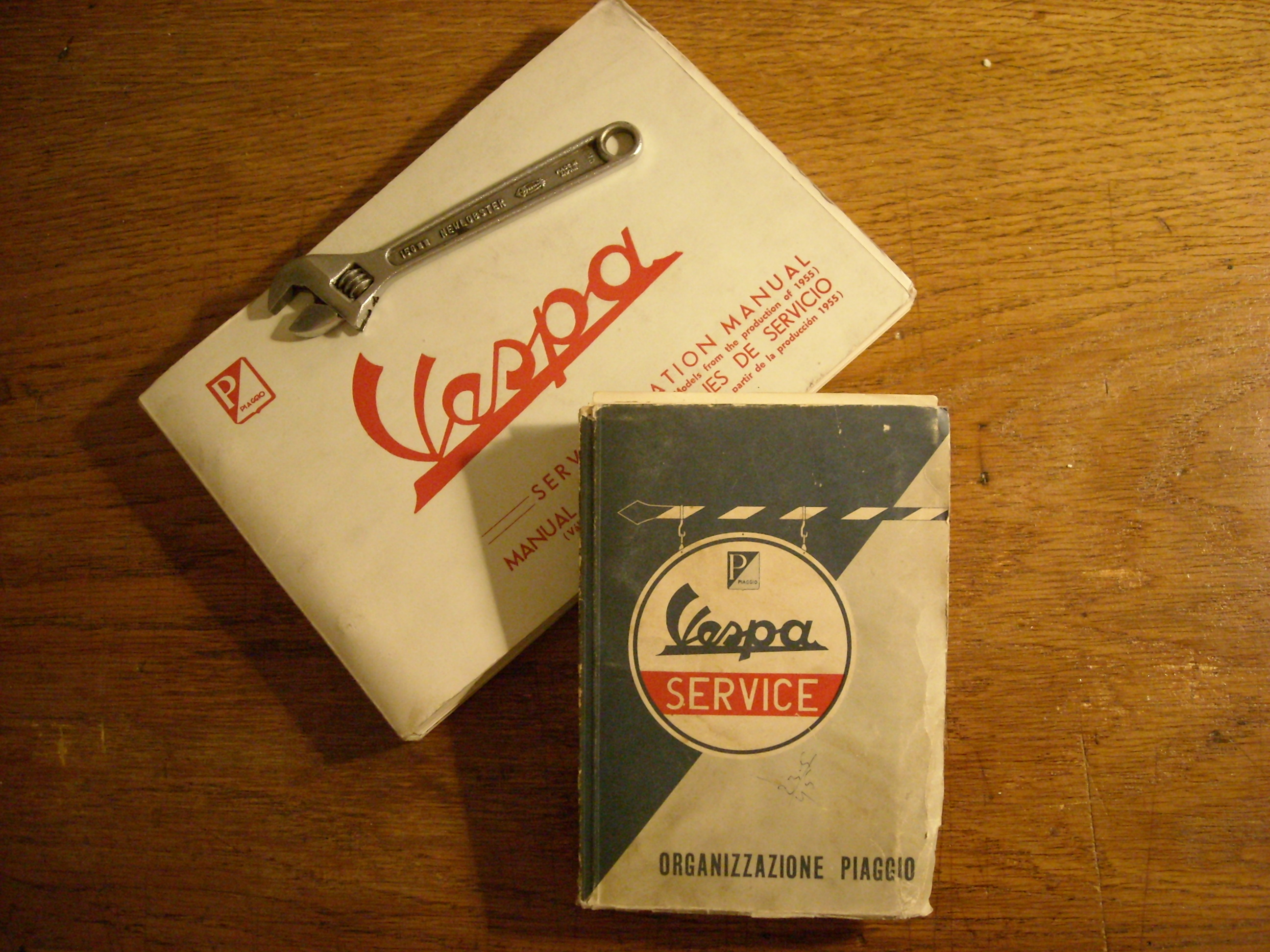

Vespa-Service (Vespa Servizio), var under 1950- och 1960-talet en serviceorganisation med verkstäder och butiker som arbetade med  Vespa.
Organisationen hade som mål att erbjuda ”tekniskt kunnande” till Vespaägare som reste med sin skoter utomlands. Den bärande idén var att man skulle möta samma standard på service oavsett var i världen man befann sig på skotern. Samtidigt skulle skotern göra det möjligt för fler att resa på semester.
1959 fanns det Vespa Service-, eller Vespa Servizio-representanter i 125 länder. Dessa var i sin tur organiserade under de olika Vespatillverkarna under den tidsperioden. A.C.M.A. i Paris, Vespa G.m.b.H i Haunstetten-Augsburg, Douglas (Kingswood) Ltd. i Bristol och Piaggio & Co i Genua.
I Sverige organiserades verkstäderna under Italien och den lokala distributören Como M&T Bjerke AB i Stockholm. Sverige var ett land där Vespa Service-verkstäderna var väl utbredda. 1959 fanns de representerade på 181 svenska orter, från Ystad (motor firma M Nilsson) i söder till Vittangi (Vittangi Järnhandel) i norr.
I Sverige upphörde Vespa service-verkstäderna med verksamheten i slutet av 1970-talet. Piaggio Vespa har dock fortfarande ett nät av återförsäljare via en Svensk generalagent (2009  C Reinhardt Ballerup Danmark).
”Vespa Service” används numera av Piaggio som ett begrepp och logotyp för eftermarknadsprodukter som hjälmar handdukar, tröjor och kaffemuggar. 
Man kan fortfarande finna enskilda verkstäder som fortsatt att arbeta med det gamla namnet ”Vespa-Service”, exempelvis Vespa-Service i Stockholm där inredningen till större delen härstammar från COMO M&T Bjerke AB.  På Bali hittar man Vespa Service nära Kuta Beach.
Ett tidsdokument över ”Vespa Service” i Sverige är filmerna från Uffes vespaverkstad i Stockholm. Dessa är inspelade i slutet av 50-talet och man kan hitta dem på Youtube.